# Xã Douglas, Quận Iroquois, Illinois
Xã Douglas (tiếng Anh: Douglas Township) là một xã thuộc quận Iroquois, tiểu bang Illinois, Hoa Kỳ. Năm 2010, dân số của xã này là 2.104 người.